# Беркрот, Никлас
Никлас Роберт Беркрот (швед. Nicklas Robert Bärkroth; 19 января 1992, Гётеборг, Швеция) — шведский футболист, нападающий, клуба «Эргрюте» и сборной Швеции.

## Клубная карьера
Беркрот — воспитанник клуба «Гётеборг» из своего родного города. 2 сентября 2007 года в возрасте 15 лет в матче против «Броммапойкарна» он дебютировал в Аллсвенскан лиге, став самым молодым футболистом, дебютировавшем в чемпионате Швеции. 23 июля 2008 года в отборочном раунде Лиги чемпионов против «Мураты» из Сан-Марино Никлас сделал «дубль», забив свои первые голы за «Гётеборг». В том же году он стал обладателем Кубка Швеции. 30 мая 2009 года в матче против «Броммапойкарны» Беркрот сделал «дубль», забив свое первые голы в чемпионате.
Летом 2011 года Никлас на правах аренды перешёл в клуб «Броммапойкарна». 18 июля в матче против «Отвидаберга» он дебютировал в Суперэттан. 7 августа в поединке против «Фалькенберга» Беркрот забил свой первый гол за «Броммапойкарну».
В начале 2012 года Никлас вновь отправился в аренду, его новым клубом стал португальский «Униан Лейрия». 19 февраля в матче против «Бейра-Мар» он дебютировал в Сангриш лиге. По окончании аренды Беркрот вернулся в «Гётеборг». В начале 2013 года «Броммапойкарна» выкупила трансфер Никласа.
В начале 2015 года Беркрот перешёл в «Норрчёпинг». 5 апреля в матче против «Эребру» он дебютировал за новую команду. В том же году Беркрот стал чемпионом Швеции. 16 июля 2016 года в поединке против «Эстерсунда» Никлас забил свой первый гол за «Норрчёпинг».

## Международная карьера
19 января 2015 года в товарищеском матче против сборной Финляндии Баркрот дебютировал за сборную Швеции.

## Достижения
Командные
 «Гётеборг»
- Обладатель Кубка Швеции — 2008

 «Норрчёпинг»
- Чемпионат Швеции по футболу — 2015
- Обладатель Суперкубка Швеции — 2015